# Zohra Drif
Zohra Drif (in arabo: زهرة ظريف بيطاط; Tissemsilt, 28 dicembre 1934) è un'avvocata algerina in pensione, moudjahidin e vicepresidente del Consiglio della Nazione, la Camera superiore del Parlamento algerino.

## Biografia
Drif è nata a Tissemselt, in Algeria, parte dello stato di Tiaret, dove suo nonno era un imam e suo padre era avvocato e giudice a Tiaret. È nota per le sue attività a favore del Fronte di Liberazione Nazionale algerino (FLN) durante la Guerra d'indipendenza algerina.
È stata sposata con Rabah Bitat, uno dei capi dell' FLN e presidente dell'Assemblea nazionale. In Algeria, vienne considerata un'eroina della guerra d'indipendenza algerina contro la colonizzazione francese. Ha fatto parte della rete di attentatori con bombe del FLN durante la Guerra d'indipendenza algerina, lavorando con Ali La Pointe, d'Hassiba Ben Bouali e Yacef Saâdi, a capo della Zona autonoma di Algeri. Il suo periodo di combattimento più noto è in relazione al bombardamento del Milk Bar Café nel 1956.

### Infanzia
Drif è nata in una famiglia algerina agiata e cresciuta a Vialar, dove suo padre era un qadi. Ha frequentato una scuola secondaria d'elite, Lycée Fromentin in Algeri, e in seguito ha studiato presso la Facoltà di Giurisprudenza dell'Università di Algeri tra il 1954-1955, ma si è ritirata nel momento in cui il FLN ha chiamato ad uno sciopero degli studenti. Da studentessa, Drif ha sviluppato ideali che erano al contempo femministi e anticolonialisti. A scuola, aveva appreso dell'età dell'illuminismo, della rivoluzione francese del 1789 e delle libertà individuali, tutti fattori che contribuirono allo sviluppo della sua ideologia durante la rivoluzione algerina. Drif si sentiva oltraggiata dalla colonizzazione francese in Algeria osservando come i francesi trattavano la popolazione locale dopo l'ordinanza del 7 marzo 1944 e lo statuto del 1947.

### Partecipazione al FLN
Zohra Drif ha svolto un ruolo attivo nelle attività del FLN. Insieme a Djamila Bouhired e Hassiba Ben Bouali, ha cercato supporto per il movimento tra le donne di Algeri e ha nascosto i membri maschi di FLN dalla polizia durante una caccia all'uomo del 1956.
All'inizio dell'insurrezione del novembre 1954, durante la sua permanenza all'università, viene rapidamente associata al FLN. Diventata attiva nella zona autonoma di Algeri, insieme ad un'amica dell'università, Samia Lakhdari, si unisce al FLN. Le due vengono rapidamente coinvolte nel lavoro delle organizzazioni con le quali lavorarono continuamente prima del suo arresto.
Venne reclutata insieme ad altre donne perché potevano facilmente confondersi con le donne francesi, il che consentiva loro di varcare i confini tra la casbah e la zona francese di Algeri. Rimuovendo la tradizionale veste musulmana e cambiando il suo aspetto, a Drif e ad altre donne dell'FLN vienne permesso di muoversi liberamente attraverso la città. Drif ha spesso spiegato il suo ruolo nella rivoluzione e l'importanza delle donne nella rivoluzione.
A gennaio 1957, le autorità francesi dichiarano la battaglia di Algeri. La Zone Autonome d'Alger (ZAA) lanciò un attacco con i paracadutisti, comandato dal generale Massu. A luglio e agosto 1957, Drif ha preso parte a 2 interviste tra Yacef Saâdi e Germaine Tillion, il 4 luglio e il 9 agosto.

### L'ordigno al Milk Bar Café, arresto e reclusione
Il 30 settembre 1956, la sua unità viene inviata per fare esplodere tre ordigni in altrettanti locali pubblici, uno in Mauritania, che non esplose, uno in una caffetteria sulla Rue Michelet, e un altro al Milk Bar Café.
Aveva vent'anni quando mise la bomba nel bar Milk Bar; l'esplosione uccise tre giovani francesi e fece decine di feriti in una delle prime azioni della battaglia di Algeri. Zohra Drif venne catturata il 24 settembre 1957 insieme a Saadi Yacef, al numero 3 di Rue Caton nella Casbah di Algeri dal tenente colonnello Jeanpierre e al suo primo reggimento paracadutisti stranieri.
Nell'agosto 1958, Drif è stata condannata dal tribunale militare di Algeri a 20 anni di lavori forzati per terrorismo e rinchiusa nella sezione femminile del carcere di Barbarossa. Dopo la sua prima incarcerazione, è stata trasferita tra varie prigioni francesi. Nel 1960, mentre era ancora in prigione, ha pubblicato un trattato di 20 pagine, intitolato La Mort de mes frères. Durante quei cinque anni di prigione ha continuato i suoi studi legali, ossessionata dallo studio della pena capitale. Ha ottenuto la grazia da parte dal presidente francese Charles de Gaulle in occasione dell'indipendenza algerina nel 1962.

### Dopo l'indipendenza
Dopo la sua liberazione, Drif ha continuato a creare un'organizzazione per i giovani che sono rimasti orfani durante la Guerra d'indipendenza algerina, mentre lavorava anche come avvocata penalista ad Algeri. Ha continuato a essere una delle prime donne elette al Consiglio delle Nazioni algerine, dove ha continuato a lavorare per 15 anni.
Dopo la sua prigionia, divenne membro del Consiglio della Nazione, diventando in definitiva vice presidente. È stata membro fino a gennaio 2016. Durante la sua permanenza al Consiglio, ha presieduto il "Gruppo d'amicizia Algérie-Francia" (Gruppo Algeria-Francia di buona volontà), dove il suo ruolo era di "promuovere i rapporti di amicizia tra i due popoli", rapporti di fiducia "tra i parlamenti algerini e francesi", "per discutere i problemi che interessano le nostre due popolazioni". Nello stesso discorso, ha indicato che "dalla dichiarazione del 1 novembre 1954 hanno combattuto contro le forze coloniali e non contro il popolo francese".
È stata una dei fondatori critici del Code de la Famille, promulgato nel 1984. Il Codice della famiglia è stato oggetto di molte critiche e molte delle stesse militanti donne, tra cui Drif, che parteciparono alla guerra continuarono a marciare negli anni '80 contro il Codice della famiglia, il fondamentalismo islamico e la disuguaglianza di genere in Algeria dopo la guerra.
Sebbene fosse considerata dalla sua generazione un'eroina nella guerra di indipendenza algerina, il suo ruolo nella vita politica è stato criticato dalle giovani generazioni. I moudjahidines che hanno combattuto per l'indipendenza algerina sono stati accusati di aver beneficiato dei privilegi dopo la liberazione (pensioni, occupazione prioritaria, credito, licenze di taxi e carte di debito) concessi dallo stato algerino. Una volta nominata al Senato algerino, nella sua posizione, come altri dei moudjahidines più anziani, è stata presa di mira con molta animosità. Vittima di molte accuse, tutte difficili da verificare, ma molto critiche nell'opinione pubblica algerina, come le accuse del gennaio 2014 del suo vecchio compagno nella resistenza, Yacef Saâdi, che l'ha accusata di aver venduto Ali La Pointe.

## Vita privata
Zohra Drif è stata sposata all'ex presidente algerino Rabah Bitat fino alla morte di lui nel 2000; la coppia ha tre figli e cinque nipoti. È considerata una cara amica dell'attuale presidente Abdelaziz Bouteflika.
Drif è rimasta politicamente attiva anche dopo la guerra, partecipando a manifestazioni contro il Codice di famiglia negli anni '80. Dopo il suo ritiro dal governo algerino, ha continuato a pubblicare le sue memorie e a partecipare ad altri impegni in tutto il mondo.
La sua storia e quella della città di Algeri durante la guerra d'Algeria ha ispirato il film La battaglia di Algeri del 1966 diretto da Gillo Pontecorvo, film vincitore del Leone d'oro alla 27ª Mostra internazionale d'arte cinematografica di Venezia, selezionato tra i 100 film italiani da salvare, ed il suo personaggio è interpretato dall'attrice non professionista Samia Kerbash.

## Opere
- La Mort de mes frères, F. Maspero, Parigi, 1960
- Inside the Battle of Algiers: Memoir of a Woman Freedom Fighter, Just World Books, 2017